# Lisa Martinek
Lisa Martinek (născută Wittich; n. 11 februarie 1972, Stuttgart, Germania – d. 28 iunie 2019, Grosseto, Toscana, Italia) a fost o actriță germană.

## Date biografice
Martinek a absolvit Școala Superioară de Muzică și Teatru din Hamburg. A început să joace deja în timpul studiului în diferite piese de teatru, iar ulterior în seriale pentru televiziune. Între anii 1997 - 2001 poate fi văzută pe scenele teatrelor din Leipzig. În 1998 și în 2003 a fost nominalizată la Premiul German de Film.
Din viața privată Martinek din anul 2002 a trăit împreună cu actorul Giulio Ricciarelli, cu care s-a căsătorit în anul 2009. Ei au trăit în München și au avut două fiice.

## Filmografie
- 1997: Härtetest
- 1999: Wer liebt, dem wachsen Flügel
- 1999: Klemperer – Ein Leben in Deutschland
- 2000: Vom Küssen und vom Fliegen
- 2000: Eine Hand voll Gras
- 2001: Der Schuss
- 2001: Der Verleger (1. und 2. Teil)
- 2001: Stahlnetz – PSI
- 2001: Der Mann von nebenan
- 2002: Jagd auf den Flammenmann
- 2002: Boran
- 2003: Der gestohlene Mond
- 2003: Zwei Tage Hoffnung
- 2004: Tatort – Teufelskreis
- 2004: Das Zimmermädchen und der Millionär
- 2004: Mein Weg zu dir heißt Liebe
- 2004: Der Mann von nebenan lebt
- 2005: Ein Kuckuckskind der Liebe
- 2005: Rendezvous
- 2005: Wo bleibst du, Baby?
- 2005: Schuld & Rache
- 2006–2012: Das Duo (Serie)
- 2006: Tornado – Der Zorn des Himmels
- 2006: Das Wunder von Loch Ness
- 2007: Die Zürcher Verlobung – Drehbuch zur Liebe
- 2007: Eine folgenschwere Affäre
- 2007: Ich leih’ mir eine Familie
- 2008: Willkommen im Westerwald
- 2009: Für meine Kinder tu’ ich alles
- 2009: Böses Erwachen
- 2009: Gletscherblut
- 2010: Tatort – Blutgeld
- 2010: Meine Tochter nicht
- 2010: Bella Vita
- 2010: Ampelmann
- 2012: Die Schuld der Erben, Regie: Uwe Janson
- 2012: Bella Australia
- 2012: Hochzeiten
- 2013: Willkommen im Club